# Alemania en los Juegos Europeos de Minsk 2019
Alemania participó en los Juegos Europeos de Minsk 2019. Responsable del equipo nacional fue la Confederación Deportiva Olímpica Alemana.
La portadora de la bandera en la ceremonia de apertura fue la tiradora con arco Lisa Unruh.

## Medallistas
El equipo de Alemania obtuvo las siguientes medallas:
| Nombre                                               | Deporte       | Competición                    |
| ---------------------------------------------------- | ------------- | ------------------------------ |
| Oro                                                  |               |                                |
| Max Hoff Jacob Schopf                                | Piragüismo    | K2 1000 m M                    |
| Timo Boll                                            | Tenis de mesa | Individual M                   |
| Patrick Franziska Petrissa Solja                     | Tenis de mesa | Dobles mixto                   |
| Timo Boll Patrick Franziska Dimitrij Ovtcharov       | Tenis de mesa | Equipo M                       |
| Han Ying Nina Mittelham Shan Xiaona Petrissa Solja   | Tenis de mesa | Equipo F                       |
| Oliver Geis                                          | Tiro          | Pistola rápida de fuego 25 m M |
| Oliver Geis Doreen Vennekamp                         | Tiro          | Pistola 25 m equipo mixto      |
| Plata                                                |               |                                |
| Francy Rädelt                                        | Lucha libre   | 76 kg F                        |
| Max Rendschmidt Ronald Rauhe Tom Liebscher Max Lemke | Piragüismo    | K4 500 m M                     |
| Franziska John Tina Dietze                           | Piragüismo    | K2 200 m F                     |
| Lisa Jahn                                            | Piragüismo    | C1 200 m F                     |
| Han Ying                                             | Tenis de mesa | Individual F                   |
| Christian Reitz Monika Karsch                        | Tiro          | Pistola 25 m equipo mixto      |
| Bronce                                               |               |                                |
| Equipo                                               | Atletismo     | Equipo mixto                   |
| Sharafa Raman                                        | Boxeo         | Gallo (–56 kg) M               |
| Nelvie Tiafack                                       | Boxeo         | Superpesado (+91 kg) M         |
| Nadine Apetz                                         | Boxeo         | Wélter ligero (–64 kg) F       |
| Pauline Starke                                       | Judo          | –57 kg F                       |
| Jonathan Horne                                       | Karate        | Kumite +84 kg M                |
| Jana Bitsch                                          | Karate        | Kumite –55 kg F                |
| Ahmed Dudarov                                        | Lucha libre   | 86 kg M                        |
| Nina Hemmer                                          | Lucha libre   | 53 kg F                        |
| Sebastian Brendel                                    | Piragüismo    | C1 1000 m M                    |
| Max Hoff                                             | Piragüismo    | K1 5000 m M                    |
| Christian Reitz Sandra Reitz                         | Tiro          | Pistola 10 m equipo mixto      |
| Michelle Kroppen Cedric Rieger                       | Tiro con arco | Recurvo equipo mixto           |